# Зелёная Дубрава (Каменский район)
Зелёная Дубрава — посёлок в Каменском районе Алтайского края России. Входит в состав Филипповского сельсовета.

## История
Основан в 1918 году. В 1928 году состоял из 63 хозяйств, основное население — украинцы. Центр Зелёно-Дубровского сельсовета Каменского района Каменского округа Сибирского края.

## Население
| 1926 | 1997 | 1998 | 1999 | 2000 | 2001 | 2002 |
| ---- | ---- | ---- | ---- | ---- | ---- | ---- |
| 329  | ↘195 | ↘188 | ↗191 | ↗192 | ↗195 | ↘184 |
| 2003 | 2004 | 2005 | 2006 | 2007 | 2008 | 2009 |
| ↘182 | ↘172 | ↘161 | ↘160 | ↘153 | ↘144 | ↘114 |
| 2010 | 2011 | 2012 | 2013 |      |      |      |
| ↘111 | →111 | ↗113 | ↘108 |      |      |      |